# Mangoule Centre
Pour les articles homonymes, voir Mangoule.
Mangoule Centre est un village du Sénégal situé en Basse-Casamance. Il fait partie de la communauté rurale de Tenghory, dans l'arrondissement de Tenghory, le département de Bignona et la région de Ziguinchor.